# Beker van Tsjaad
De Beker van Tsjaad is het nationale voetbalbekertoernooi van Tsjaad dat wordt georganiseerd door de Fédération Tchadienne de Football (FTF). Zoals de meeste bekercompetities wordt met het knock-outsysteem gespeeld.

## Finales
| Jaar               | Winnaar            | Uitslag | Finalist              |
| ------------------ | ------------------ | ------- | --------------------- |
| 1962 onbekend      |                    |         |                       |
| 1963               | Ouragan FC         |         |                       |
| 1964               | Ouragan FC         |         |                       |
| 1965-1972 onbekend |                    |         |                       |
| 1973               | AS Gazelle         |         |                       |
| 1974               | AS Gazelle         |         |                       |
| 1975-1986 onbekend |                    |         |                       |
| 1987               | AS Tourbillon      |         |                       |
| 1988               | AS Dragon          |         |                       |
| 1989               | AS Tourbillon      |         |                       |
| 1990               | Renaissance FC (N) |         |                       |
| 1991               | Postel 2000        | 1-0     | AS Coton Tchad        |
| 1992               | Massinya           | 2-0     | AS Boussa             |
| 1993               | Renaissance FC (A) | 3-2     | Elec-Sport (Ndjaména) |
| 1994 onbekend      |                    |         |                       |

| Jaar                         | Winnaar            | Uitslag      | Finalist                     |
| ---------------------------- | ------------------ | ------------ | ---------------------------- |
| 1995                         | AS Coton Tchad     | 2-0          | AS Boussa                    |
| 1996                         | AS Renaissance (N) |              |                              |
| 1997                         | AS Gazelle         |              |                              |
| 1998 geen toernooi           |                    |              |                              |
| 1999                         | AS Coton Tchad     |              |                              |
| 2000                         | AS Gazelle         |              |                              |
| 2001                         | AS Gazelle         |              |                              |
| 2002-2003 onbekend           |                    |              |                              |
| 2004                         | ?                  |              | Espérance FC (Sarh)          |
| 2005                         | ?                  |              | Lion Blessé FC (Sarh)        |
| 2006-2007 onbekend           |                    |              |                              |
| 2008                         | AS Tourbillon      | 4-1          | Renaissance FC (M) (Moundou) |
| 2009                         | AS Coton Tsjaad    | 3-0          | ASBNF (Koumra)               |
| 2010-2012 geen bekertoernooi |                    |              |                              |
| 2013                         | ASLAD              | 1-1 ns (3-1) | Renaissance FC (N)           |

### Prestaties per club
| Aantal | Club           | Plaats   |   | Aantal         | Club     | Plaats |
| ------ | -------------- | -------- | - | -------------- | -------- | ------ |
| 05     | AS Gazelle     | Ndjamena | 1 | AS Dragon      | Ndjamena |        |
| 03     | AS Coton Tchad | Ndjamena | 1 | Postel 2000    | Ndjamena |        |
| 03     | AS Tourbillon  | Ndjamena | 1 | Massinya       | Massénya |        |
| 02     | Ouragan FC     | Ndjamena | 1 | Renaissance FC | Abéché   |        |
| 02     | Renaissance FC | Ndjamena | 1 | ASLAD          | Moundou  |        |

Algerije ·
Angola ·
Benin ·
Botswana ·
Burkina Faso ·
Burundi ·
Centraal-Afrikaanse Republiek ·
Comoren ·
Congo-Brazzaville ·
Congo-Kinshasa ·
Djibouti ·
Egypte ·
Equatoriaal-Guinea ·
Ethiopië ·
Gabon ·
Gambia ·
Ghana ·
Guinee ·
Guinee-Bissau ·
Ivoorkust ·
Kameroen ·
Kenia ·
Lesotho ·
Liberia ·
Libië ·
Madagaskar ·
Mali ·
Marokko ·
Mauritanië ·
Mauritius ·
Mozambique ·
Namibië ·
Niger ·
Nigeria ·
Oeganda ·
Réunion ·
Rwanda ·
Sao Tomé en Principe ·
Senegal ·
Seychellen ·
Sierra Leone ·
Soedan ·
Somalië ·
Swaziland ·
Tanzania ·
Togo ·
Tsjaad ·
Tunesië ·
Zambia ·
Zimbabwe ·
Zuid-Afrika